# 歌い継がれてゆく歌のように -百恵回帰II-
『歌い継がれてゆく歌のように -百恵回帰II-』（うたいつがれてゆくうたのように ももえかいき ツー）は、山口百恵のベスト・アルバム。1993年1月21日にソニーミュージックよりリリースされた。

## 解説
- 前作『百恵回帰』に続く第2弾で、本作も全曲ニューアレンジ＋別ボーカルトラックが使用されている。
- シングル中心だった前作と少し趣向を変え、本作はシングル5曲とアルバム曲5曲で構成されている。
- この「ニューアレンジ＋別ボーカルトラック」バージョンはシリーズ化され、『百恵回帰』の他にも、1994年に発売されたシングル「惜春通り」、アルバム『惜春 譜』がある。2005年には百恵回帰シリーズの全楽曲をデジタルリマスター音源で収めた『コンプリート百恵回帰』が発売された。

## 収録曲
1. しなやかに歌って
2. 愛の嵐
3. おだやかな構図
  - アルバム『A Face in a Vision』収録曲
4. DANCIN' IN THE RAIN
  - アルバム『L.A. Blue』収録曲
5. さよならの向う側
6. 謝肉祭
7. Crazy Love
  - アルバム『This is my trial』収録曲
8. 絶体絶命
9. 歌い継がれてゆく歌のように
  - アルバム『百恵白書』収録曲
10. ラスト・ソング
  - アルバム『ドラマチック』収録曲

- 全編曲: 萩田光雄

## 関連作品
- 百恵回帰シリーズ
  - 百恵回帰
  - 惜春通り
  - 惜春 譜
  - コンプリート百恵回帰
- 百恵白書
- ドラマチック
- A Face in a Vision
- L.A. Blue
- This is my trial